# 검은나무왕도마뱀
검은나무왕도마뱀(Black tree monitor)은 왕도마뱀과에 속하는 도마뱀의 일종이다. 이 종은 비교적 작은 과에 속하는 도마뱀으로, 총 길이가 약 90~120cm (꼬리 포함)까지 자란다. 검은나무왕도마뱀은 뉴기니섬 앞바다의 아루 제도에 서식하며 수목 서식지에서 서식한다. 성체의 피부색은 완전히 검은색이며, 일반적인 이름 중 하나는 이를 의미한다.

## 분포
검은나무왕도마뱀의 부화기와 청소년은 짙은 회색을 띠며 등에 밝은 황록색 점이 규칙적으로 줄지어 있다. 성숙하면 완전히 검은색으로 변하여 다채로운 점을 잃게 된다. 다 자란 표본의 전체 길이는 꼬리 포함 90~120cm에 달하며 수컷이 암컷보다 약간 더 크다.
검은나무왕도마뱀은 일반적으로 나무에 서식하기에 적합하다. 꼬리는 특히 길고 때로는 전체 길이의 3분의 2에 달하며 나뭇가지에 있는 동물을 안정화시키는 데 사용된다. 사실, 이 동물은 다른 왕도마뱀 종에서 볼 수 있는 방어적인 꼬리 매는 행동을 입증하지 못하기 때문에 이러한 목적으로만 사용된다. 다른 나무왕도마뱀과 마찬가지로 모든 왕도마뱀 중 가장 길고 가느다란 앞다리를 자랑하며, 큰 발톱과 접착 밑창으로 끝이 길고 긴 숫자로 되어 나무를 잡고 먹이를 잡는 데 도움이 된다. 또한 크기가 왕도마뱀치고는 이빨이 비정상적으로 길기 때문에 나뭇가지에서 잡는 먹이를 잡는 데 도움이 될 수 있다. 야생에서는 검은나무왕도마뱀이 긴장하고 긴장하면 도망치고, 부주의하게 다루면 물거나 긁고 배변하는 것으로 보고되었다.

## 지리적 범위 및 서식지
검은나무왕도마뱀은 인도네시아 아루 제도가 원산지이며, 현지에서는 와베이아(waweyaro)로로 알려져 있다. 주로 습한 숲과 맹그로브숲에서 서식하며 수목 서식이 높다.

## 먹이
검은나무왕도마뱀은 주로 곤충뿐만 아니라 작은 도마뱀, 땃쥐, 전갈, 알, 새의 둥지와 같은 작은 포유류도 잡아먹는 식충성 동물이다. 검은나무왕도마뱀 종 단지의 다른 종들과 마찬가지로 야생 왕도마뱀의 내장 내용물에는 식물 물질이 포함되어 있지 않은 것으로 보고되었지만, 때때로 사육 상태에서 식물을 먹는 모습이 목격되기도 한다.
사육 상태에서 갓 부화한 검은나무왕도마뱀 종 복합체의 구성체는 2주 이상 먹이를 거부하는 경우가 많지만, 그 전에는 강제 먹이를 주는 것이 권장되고 스스로 먹이를 먹기 시작할 때까지 먹이를 주는 것이 좋다.
다른 왕도마뱀과 마찬가지로 이 종은 파충류 중에서도 매우 지능적이며 검은나무왕도마뱀 종 복합체의 다른 종들과 마찬가지로 복잡한 문제 해결 능력, 미세한 운동 조정, 먹이 사냥 시 숙련된 앞다리 움직임을 보여준다. 좁은 틈새로 먹이에 도달하지 못하고 턱으로 구멍을 뚫으면 대신 앞다리로 먹이를 찾아 발톱으로 먹이를 잡아내어 더 넓은 범위의 틈새를 이용할 수 있다.

## 번식
야생에서 검은나무왕도마뱀의 번식에 대해서는 알려진 바가 거의 없다. 일부에서는 이 종과 나머지 검은나무왕도마뱀 종 단지가 교목성 흰개미 둥지에 알을 낳는다고 보고한다. 이러한 둥지의 표면은 매우 높은 상대 습도에도 불구하고 상대적으로 건조할 것이다.